# 702 Alauda
702 Alauda é um grande asteroide binário da cintura principal. Foi descoberto em 16 de julho de 1910 por Joseph Helffrich, recebendo a designação provisória de 1910 KQ. Alauda possui um diâmetro de 194,73 quilômetros, e orbita o Sol a uma distância média de 3,1947 UA em um período de 5,71 anos.
Alauda possui um satélite com 5,5 km de diâmetro, Pichi üñëm, que foi descoberto em 26 de julho de 2007 com observações com óptica adaptativa pelo Very Large Telescope do Observatório Europeu do Sul. Esse satélite orbita o corpo primário em 4,9143 ± 0,007 dias a uma distância de 1227 ± 24 km. A massa do sistema é de 6,06×1018 kg.
Em 17 de outubro de 2009 Alauda ocultou uma estrela de magnitude aparente 9,5 na constelação de Gemini. Esse evento foi visível do Uruguai, Argentina e Chile. Outros eventos de ocultação ocorreram em 12 de julho de 2001 e 21 de março de 2004, com estrelas de magnitude 8,74 e 10,1.